# Незалежні українські соціал-демократи
Незалежні українські соціал-демократи — ліва течія в українській соціал-демократії, яка у січні 1919 року відкололася від УСДРП й утворила УСДРП (незалежних). Друкований орган — «Червоний прапор». Підтримували більшовиків. Однак через централістичну політику останніх, згодом утворили Всеукрревком й очолили повстанчу боротьбу проти більшовиків. Лідери: А. Драгомирецький, Ю. Мазуренко, М. Ткаченко і А. Пісоцький.
Частина незалежних засудила таку діяльність й утворила УСДРП (незалежних лівих), залишившись в легальній опозиції до більшовиків (Паньків, Гукович, Дігтяр та інші). У серпні 1919 року вони, об'єднавшись з групою лівих соціал-революціонерів (боротьбистів) (УПСР (комуністів-боротьбистів)) утворили Українську Комуністичну Партію (боротьбистів).